# Облога Капуї
Облога Капуї (212—211 до н. е. з перервою)- облога римськими військами італійського міста Капуа, що в 216 до н. е. перейшло на сторону Карфагена, в ході другої Пунічної війни.

## Передісторія
Після битви при Каннах основною політичною проблемою для Капуї стало — орієнтуватися й далі на союз з Римом чи перейти на сторону Ганнібала. В цей період Капуа була охоплена гострою соціальною боротьбою між плебсом і сенатом. Як розповідає Тіт Лівій, політичною боротьбою вирішив скористатися представник капуанської аристократії — Пакувій Калавій. Йому вдалося мирним шляхом зломити опір сенату і встановити свою диктатуру. Зібравши засідання сенату, він звернувся до аристократів з промовою, обіцяючи врятувати їх від гніву народу, що хоче вчинити над ними розправу та потім передати державу Ганнібалу. Отримавши згоду та повноваження від сенату, він закрив їх в курії та поставив біля входу охорону. Після цього звернувся з промовою вже до народу, запропонувавши громадянам покарати кожного сенатора відповідно до тяжкості його злочинів, проте за тієї неодмінної умови, щоб на місце кожного усунутого або страченого члена ради тут же буде обиратися новий. Дотриматися цієї умови, як і розраховував Пакувій, виявилося неможливо. В результаті дій Пакувія Капуанского сенат втратив політичне значення, реальна влада опинилася в руках ватажків плебсу, що мали можливість диктувати сенату і магістратам свою волю. Значно посилилися антиримські тенденції. Від негайного розриву з Римом Капую втримувало лише те, що багато капуанських аристократичних сімей були пов'язані шлюбними узами з Римом, а також те, що деяка кількість капуанців, в тому числі 300 вершників з шляхетних родин, перебували в римській армії, несучи гарнізонну службу в Сицилії. За вимогою їх батьків та родичів капуанський уряд направив посольство до консула Гая Теренція Варрона, якого вони застали в Венуссії. Консул Варрон не робив спроб приховати відчайдушне становище Риму, що втратив армію, продовольство, гроші. Він сказав, що союзникам слід не стільки допомагати римлянам, скільки вести війну замість римлян, захищати від ворога батьківщину. Варрон просив допомоги у капуанців, але, дізнавшись про тяжке становище Риму, посли вирішили укласти союз з Ганнібалом. Договір був укладений на взаємовигідних умовах. Капуа хотіла панувати над усім Апеннінським півостровом. Жоден карфагенский воєначальник або цивільний магістрат не мав влади над громадянами Капуї, жодного капуанского громадянина вони не могли примушувати до несення військової служби або несення повинностей, в Капуї зберігалися її власні закони і магістрати. Понад це Ганнібал обіцяв передати капуанцям з числа військовополонених — римлян 300 осіб, яких можна було б обміняти на 300 капуанскій вершників, які несли, як уже було сказано, службу в римських військах в Сицилії. Ганнібал хотів розмістити свої війська в Капуї, але йому протистояв сенатор Децій Магій. Спочатку вимоги Ганнібала схопити Деція не виконувалися, але згодом його все ж таки привели до пунійського табору й відправили кораблем до Карфагену. Таким чином, Ганнібал остаточно позбувся проримських сил в Капуї. Внаслідок заключення союзу з Ганнібалом почалася війна Рима і Кампанії. Вже в наступному році римляни вторглися в Кампанію і розорили деякі території. До початку кампанії 211 року вже стало ясно, що центром військових дій буде Капуа і що саме її доля визначить результат і самої цієї кампанії, і військових дій в Італії взагалі. Після або під час захоплення Тарента в 212 до Р. Х., коли Ганнібал Барка ще перебував під Тарентом, обидва римських консула Квінт Фульвий Флакк і Аппій Клавдій Пульхр були в Самнії і збиралися брати в облогу Капую. У самій Капуї і у всій Кампанії почався голод через те, що римські війська заважали її жителям сіяти хліб. Ганнібал, дізнавшись про голод в Капуї, відправив свого полководця Ганнона із Бруттії, щоб той забезпечив місто продовольством (сам Ганнібал знаходився в цей час в околицях Тарента). Ганнон прибув в Самній, розташувався укріпленим табором біля Беневента і почав звозити хліб з околиць. Римські консули, що стояли в Бовіані, дізналися про прибуття Ганнона і, в той час як він з більшою частиною свого загону знаходився на заготівлях, напали на карфагенський табір і захопили багато продовольства, призначеного для Капуї. Ганнон після цього відступив в Бруттій і Капуя залишилася без надії поповнити свої запаси продовольства. Капуанці, дізнавшись про поразку своєї і союзників армії, відправили до Ганнібала послів сказати йому, що обидва римські консули стоять під Беневенто, звідки до Капуї один день шляху (близько 50 км), війна вже у міських стін і воріт і якщо він не поспішить, Капуа скоро опиниться в римських руках. Ганнібал пообіцяв допомогти, а поки що відправив туди легатів і 2 тисячі вершників-кампанців, щоб захистити землі від спустошення. Після цього римські консули повели свої війська в Кампанію з ціллю захопити Капуа. Також вони розпорядилися відправити до Беневента Тиберія Гракха з кіннотою і легкоозброєними воїнами, щоб не залишити місто в небезпеці, якщо прийде Ганнібал..

## Перша облога і битва
Ганнібал рушив до Беневента. Через три дні після прибуття він вивів своє військо в бойовому строю. В битві римлянам було дуже важко, їм на допомогу прийшло військо Семпронія, яким командував квестор Гней Корнелій Лентул. Проте римляни вирішили, що це прийшло підкріплення карфагенянам, і обидві армії дали сигнал до відступу і повернулися в табір. Маючи на меті відвести Ганнібала від Капуї, Квінт Фульвій Флакк і Аппій Клавдій розішлись в різні сторони. Фульвій на території Кум, а Аппій- в Луканію. Ганнібал вирішив переслідувати Аппія, але той вміло вів його за собою і зміг повернутися до Капуї іншою дорогою
Далі була битва при Сіларусі.

## Друга облога
Римські консули готувалися до облоги Капуї, зібрали припаси та продовольство. Після битви при Гердонії, римський консул Аппій Клавдій наказав Дециму Юнію, командиру флоту, що стояв в гирлі Вултурна, і Марку Аврелію Котте, що перебував у в Пуццуолі, щоб вони відразу ж відправляли в табір кораблі, що приходять з Етрурії і Сардинії, а сам повернувся під Капую і застав іншого консула, Квінта Фульвія, зайнятим вивезенням з Казіліна всього потрібного для облоги Капуї. Обидва взяли в облогу місто і відкликали претора Клавдія Нерона з-під Свессули з табору. Нерон залишив там невеличкий загін, щоб утримувати зайняте місце, і з усім іншим військом спустився до Капуї.
Таким чином, три римські полководці почали облогу Капуї. Три війська з трьох сторін обнесли місто ровом і валом, звели через невеликі проміжки укріплення та вміло вели боротьбу з кампанцями, що хотіли їм завадити. Кампанці відправили послів до Ганнібала, з проханням допомоги. Ганнібал деякий час міркував, йти йому на Тарент, щоб захопити фортецю, чи в Капую. Він вирішив йти до Капуї.

## Друга битва
Ганнібал став табором біля Капуї і послав гінців з метою сказати обложеним день битви. За планом передбачалося оточити римлян з боку міста, де зроблять вилазку капуанці, і з боку поля, де почне наступ Ганнібал. У призначений день почався запеклий бій. Атака кампанців була відбита, але атаки іберів і карфагенян були зупинені з великими втратами, консул Аппій Клавдій був важко поранений. Капуанці були відтіснені до воріт міста. Ганнібал, бачачи запеклий опір римлян, наказав своїм військам відступати. Не сподіваючись на перемогу під Капуєю, він вирішив відволікти римлян і пішов на Рим.

## Падіння Капуї
Ганнібал вирушивши на Рим, мав надію, що цей маневр звільнить Капую від облоги, бо дві консульські армії підуть на Рим. Проте захопити місто зненацька не вдалося. У Римі знаходилося 4 легіона; могутні стіни виключали для карфагенян будь-яку можливість штурму. Тому Ганнібал, простоявши під містом кілька днів і розоривши околиці, після невеликої сутички з римськими військами пішов назад. Консульські війська не піддалися на провокацію і не припинили облоги. Карфагеняни відступили в Бруттію і не робили більше спроб врятувати Капую.
Капуанці, дізнавшись, що Ганнібал остаточно покинув їх, перейшли на сторону римлян в 211 р. до н. е. Місто було суворо покаране: члени капуанського сенату і кілька десятків знатних громадян були страчені, частина населення продали в рабство, вся земля була конфіскована на користь Риму

## Підсумок
Перехід Капуї на сторону Ганнібала в 216 р. до н. е. сильно вдарив по престижу Риму. Тому найважливішим завданням для нього стало повернення її назад. Приклад Капуї переконав інші міста не зраджувати Риму. Відвоювавши столицю Кампанії, римляни залишили Ганнібала без найсильнішого союзника в Італії.